# بهروچ
بْهَرُوچَ، یا بْهَرُچَ (گجراتی: ભરૂચ، سانسکریت: भरुच, भरुकच्छ, भृगुकच्छ, बृगुकच्छ, मरुकच्छ، آوانگاری: Bharuca, Bharukaccha, Bhr̥gukaccha, Br̥gukaccha, Marukaccha، هندی: भड़ौंच ,भरूच، انگلیسی: Bharuch)، قبلا بْرُوچْ (انگلیسی: Broach) یا برگازا (یونانی باستان: Βαρύγαζα، آوانگاری: Bărŭ́găză، ت.ت. 'گنج عمیق'، لاتین: Barigaza)، یک منطقهٔ مسکونی در هند است که در بخش بْهَرُوچَ واقع شده‌است. بهاروچ ۳۵٫۳۴ کیلومتر مربع مساحت و ۱۶۸٬۷۲۹ نفر جمعیت دارد و ۱۵ متر بالاتر از سطح دریا واقع شده‌است.